# Kursächsische Postmeilensäule Bad Düben

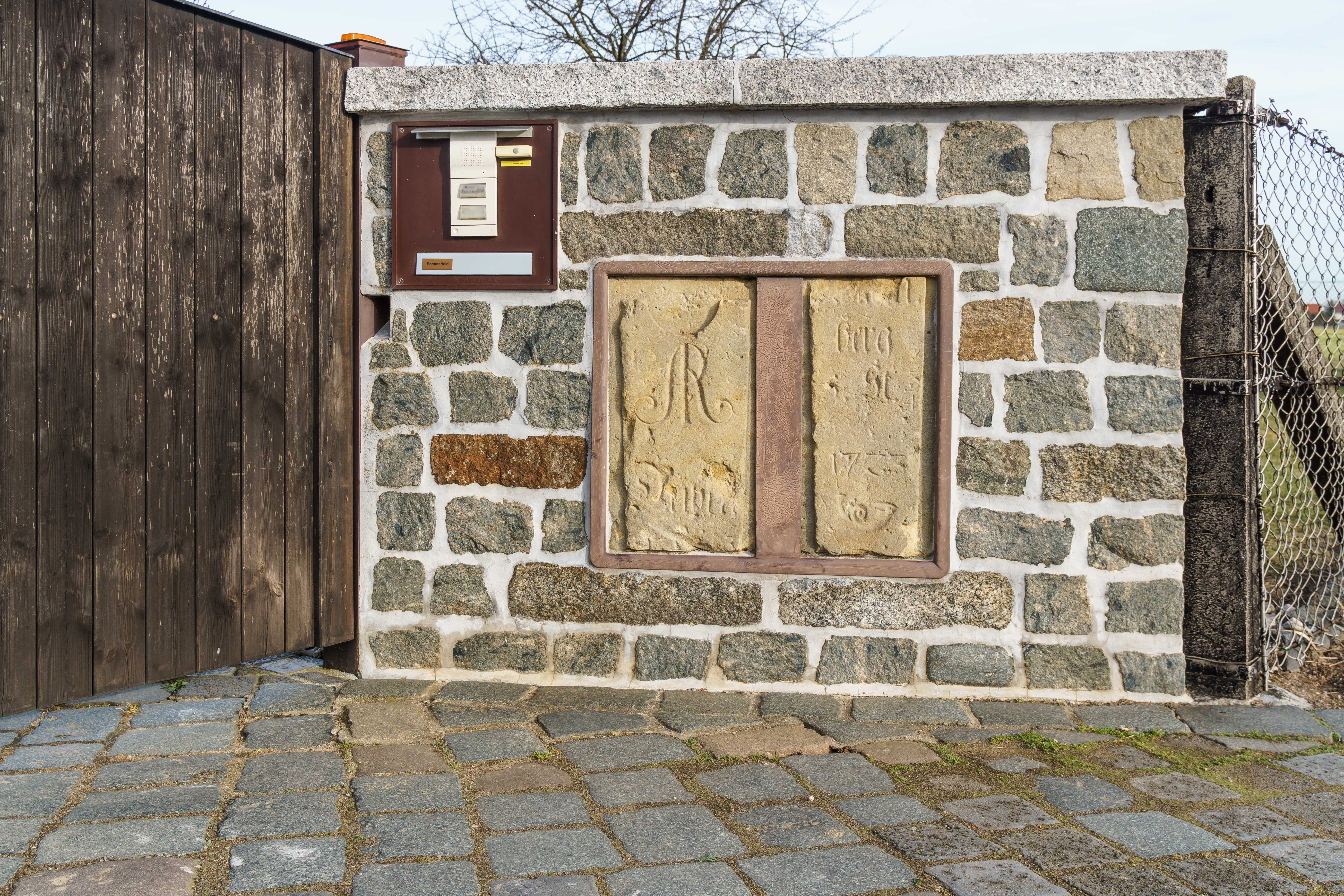
Zwei Reststücke des Original-Schaftteils, eingebaut neben dem Einfahrtstor zur Mühle Sommerfeld in Tiefensee

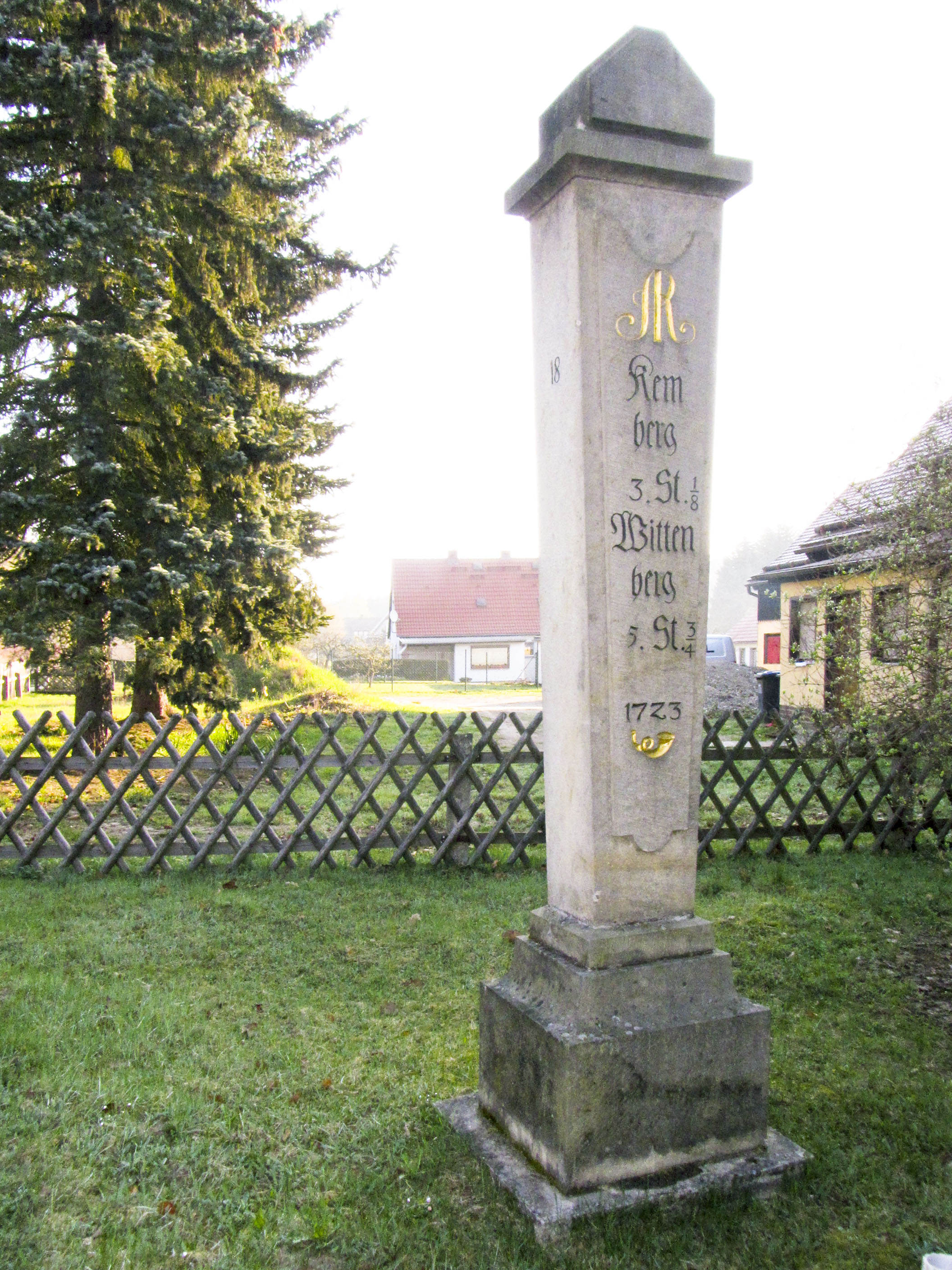
Nachbildung am Originalstandort im Ortsteil Eisenhammer von Tornau

Die kursächsische Postmeilensäule Bad Düben gehört zu den Postmeilensäulen, die im Auftrag des Kurfürsten Friedrich August I. von Sachsen durch den Land- und Grenzkommissar Adam Friedrich Zürner in der ersten Hälfte des 18. Jahrhunderts im Kurfürstentum Sachsen errichtet worden sind. Es handelt sich um zwei Reststücke des Schaftteils einer Halbmeilensäule. Diese befindet sich im Ortsteil Tiefensee in einer Grundstücksmauer rechts neben dem Einfahrtstor zur dortigen Mühle in der nordsächsischen Kleinstadt Bad Düben im Landkreis Nordsachsen. 

## Geschichte
Die Halbmeilensäule hatte ihren ursprünglichen Standort im Ortsteil Eisenhammer von Tornau, wo sich heute eine Nachbildung befindet. Die vermauerten Reststücke der Säule wurden Mitte der 1990er Jahre entdeckt.